# Kulturweg Limmat

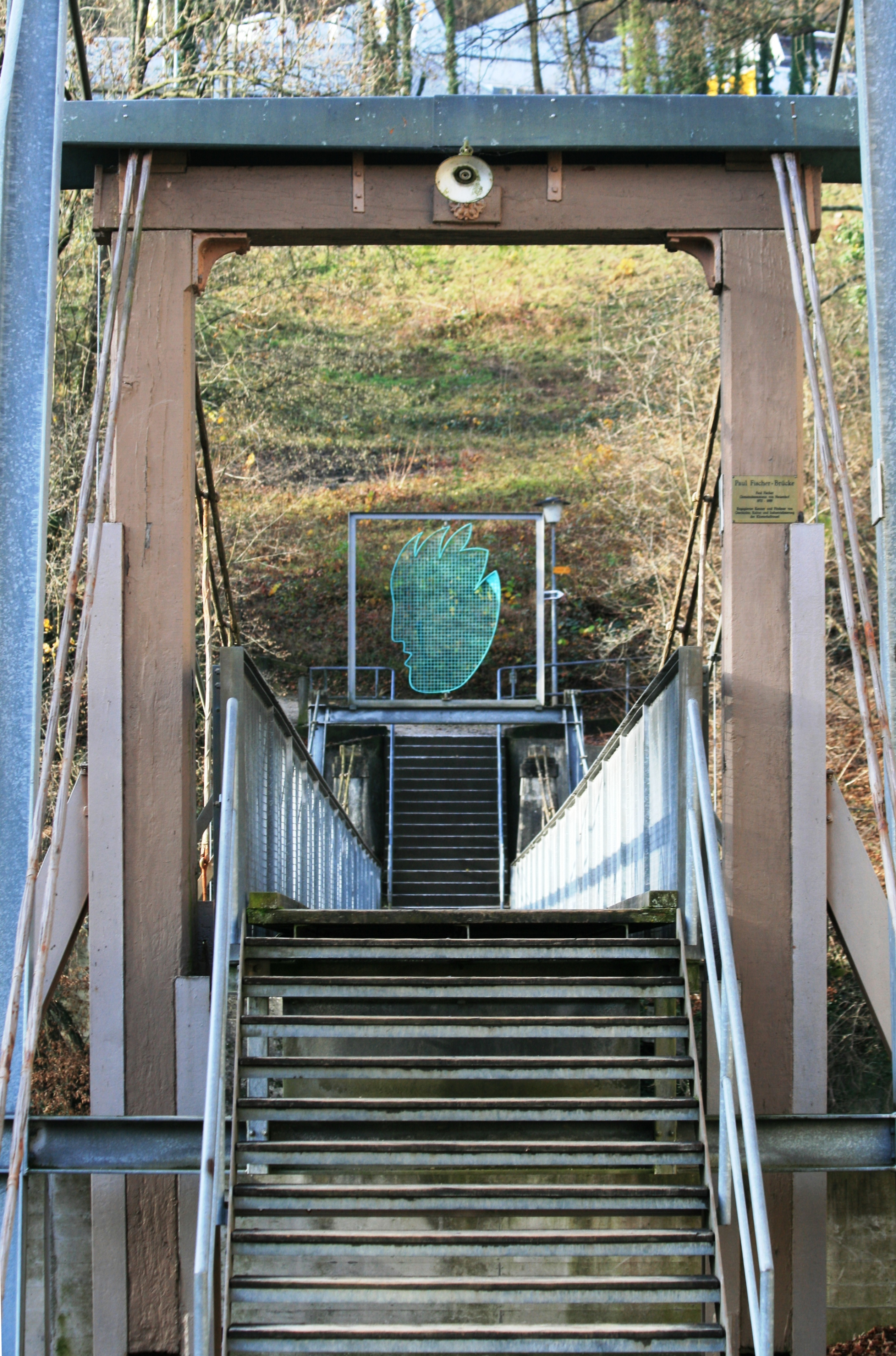
Gespräch über den Fluss auf der Gwaggelibrugg

Der Kulturweg Limmat (früher: Kulturweg Baden–Wettingen–Neuenhof) ist ein seit 1991 bestehender Kulturwanderweg entlang beider Ufer der Limmat. Auf dem Weg von der Holzbrücke über die Limmat zwischen Wettingen und Neuenhof bis zur Holzbrücke, welche die Altstadt von Baden mit dem rechten Limmatufer verbindet, sind 24 Kunstwerke zu sehen, hauptsächlich Skulpturen.

## Entstehung
Zum 700. Geburtstag der Eidgenossenschaft organisierten die Gemeinden Baden, Wettingen und Neuenhof eine Ausstellung von Freilichtskulpturen. Diese Skulpturen sollten im Rahmen eines Regionalfestes zur CH91, dass dann aber aufgrund fehlender Finanzierungszusagen nicht ausgerichtet wurde. Ein Kostenvoranschlag in Höhe von 420'000 Franken konnte vom Kanton Aargau (unterfinanziert vom eidgenössische Bundesamt für Kultur und Lotteriefonds) und den drei als Veranstalter beteiligten Gemeinden sichergestellt werden. Der Veranstalter erwarb 18 der Ausstellungsstücke und erhielt dabei weitere Unterstützung durch private Sponsoren. Die Ausstellung wurde später um drei Objekte erweitert, so dass sie heute 21 Kunstwerke umfasst.

## Künstler
Zur Eröffnung und während der Ausstellung des Kulturweges vom 17. August 1991 bis 2. Mai 1992 waren die Werke dieser Künstler zu sehen sowie vier Arbeiten des Wettinger Künstlers Eduard Spörri ('Stehende mit Tuch', 'Mädchentorso', 'Schreitende mit Apfel' und 'Rückblickende'), die als Hommage an den damals 90-jährigen zu verstehen waren:
- Marc Covo, Basel: Flussüberquerung II
- Theodor Huser, Wettingen: 10 gute Vorsätze
- Mariann Grunder, Rubigen: Reflex
- Jürg Altherr, Zürich: Skulptur im Fluss
- Gillian White, Leibstadt: Lichtung
- Kurt Sigrist, Sarnen: Zwei Einsiedeleien
- Hans Anliker, Schinznach: Gespräch über den Fluss
- Lucie Schenker, St. Gallen: 3×Form
- Beat Zoderer, Wettingen: zimmer
- Ursula Hirschi, Zürich: Installation ohne Titel
- Heiner Richner, Rohr: Steinring
- Anton Egloff, Luzern: Bildstock Wachstumslinie
- Spallo Kolb, Diepoldsau/Wien: Kubus (pendent)
- Gianfredo Camesi, Paris/Tessin: Ciel-Terre-Ciel
- Monika Kaminska, Carouge GE: -ohne Titel-
- Walter Haldemann, Mellingen: Dreieck-Steine
- Hans Thomann, St. Gallen: Ruderbündel
- Toni Calzaferri, St. Margrethen: Weglager
- Werner Witschi, Bolligen BE: Moiré-Objekt
- Markus Zeller, Wittenwil TG: Eisenplastik ohne Titel

In der inzwischen 25-jährigen Geschichte des Kulturweges gibt es einige Veränderungen und Anpassungen.

## Weg
Nach der Holzbrücke Wettingen-Neuenhof beginnt der Kulturweg am linken Ufer der Limmat. Dort sieht man den Raumwürfel von Peter Hächler (1922–1999). Ursprünglich folgte auf dem Weg zur Webermühle als Nächstes das Zimmer von Beat Zoderer (* 1955), das aber im Moment neben der Löwenscheune auf der Klosterhalbinsel zu finden ist. Geht man am linken Limmatufer weiter, gelangt man zum ersten Teil von 3x Form von Lucie Schenker (* 1943). Am 31. August 2012 wurde auf der Autobahnstützmauer ein Kunstwerk von Daniel Robert Hunziker eingeweiht, das den Namen Wenn ich nicht will, steh ich still trägt. Das anschliessende Gespräch über den Fluss ist auf beiden Seiten der Limmat an die Gwaggelibrugg installiert. Das nächste Kunstwerk, ebenfalls am 31. August 2012 eingeweiht und am Steg bei der Webermühle installiert, ist Shatt-Al-Arab von Thomas Galler. Unterhalb des Stegs findet sich die Skulptur am Wasser von Roman Signer (* 1938). Im Mai 2010 war das Kunstwerk auf Betreiben Besitzerin, der Bechtler-Stiftung, zunächst entfernt worden. Am 23. August 2011 wurde ein Nachbau des ursprünglichen Kunstwerks an gleicher Stelle wieder aufgestellt. Auf dem Steg befindet sich der zweite Teil von Lucie Schenkers 3x Form.
Am linken Limmatufer sind dann bis zum Austeg vier Skulpturen zu sehen: Zwei Einsiedeleien von Kurt Sigrist (* 1943), Lichtung von Gillian White (* 1939), Reflex von Marianne Grunder (* 1926) und 10 gute Vorsätze von Theodor Huser (* 1950). Auf dem Austeg ist das Moiré-Objekt von Werner Witschi (1906–1999) zu sehen, kurz danach eine Skulptur von Markus Zeller (* 1961). Das nächste Werk befindet sich dann erst auf der Alten Holzbrücke beim Landvogteischloss Baden, das Flussobservatorium von Vincenzo Baviera (* 1945). Am rechten Limmatufer führt der Kulturweg dann wieder zurück Richtung Wettingen. Dort findet sich in der Nähe des ehemaligen Schlachthofs zwischen der Eisenbahnbrücke und dem Bahnhof Wettingen das Weglager von Toni Calzaferri (1947–1999), das Ruderbündel von Hans Thomann (* 1957) und die Dreieck-Steine von Walter Haldemann (* 1943).
Weitere sechs Skulpturen finden sich, wie schon das erwähnte Zimmer, auf der Klosterhalbinsel. Rechts und links der Alberich-Zwyssigstrasse sind Kunstwerke von Monika Kaminska (* 1953) und von Gianfredo Camesi (* 1940) aufgestellt, wobei letzteres Ciel-Terre-Ciel heisst. Der Weg führt dann Richtung Limmat zum Grossen Weib von Rudolf Blättler (* 1941) und dem Fluss entlang, vorbei am Bildstock Wachstumslinie von Anton Egloff (1933–2025) und dem Steinring von Heiner Richner (* 1944) zum zuletzt aufgestellten Kunstwerk, das von Ursula Hirsch (* 1952) gestaltet wurde. Zwischen den beiden letzteren findet sich seit 2011 die Espace Parole von Anton Egloff. Den Abschluss des Kulturweges bei der Holzbrücke zwischen Wettingen und Neuenhof bildet der dritte Teil von Lucie Schenkers 3x Form.
Der Weg läuft teilweise parallel zur ersten Etappe des Industriekulturpfads Limmat-Wasserschloss.

## Galerie

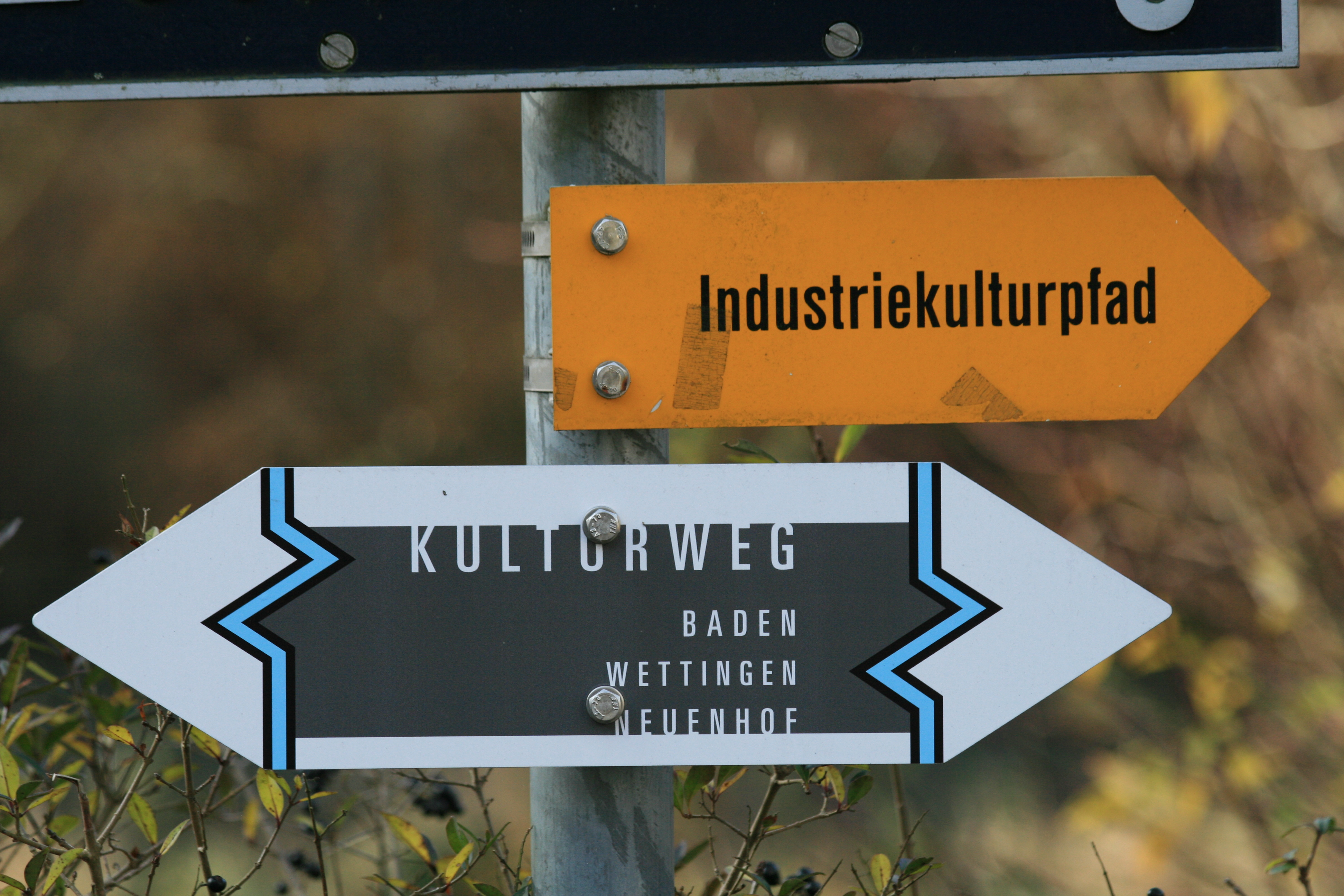
Schild des Kulturwegs
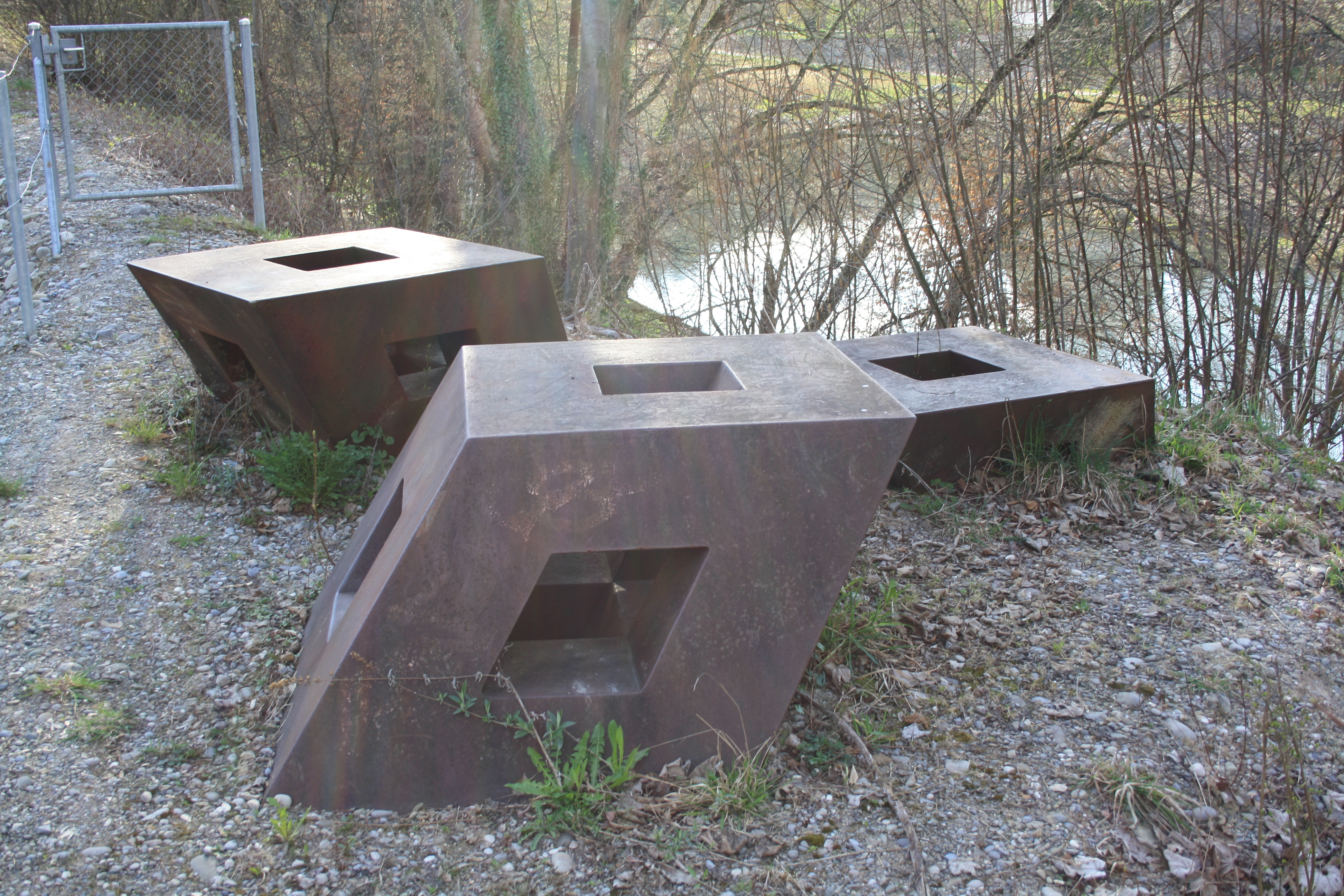
Raumwürfel von Peter Hächler
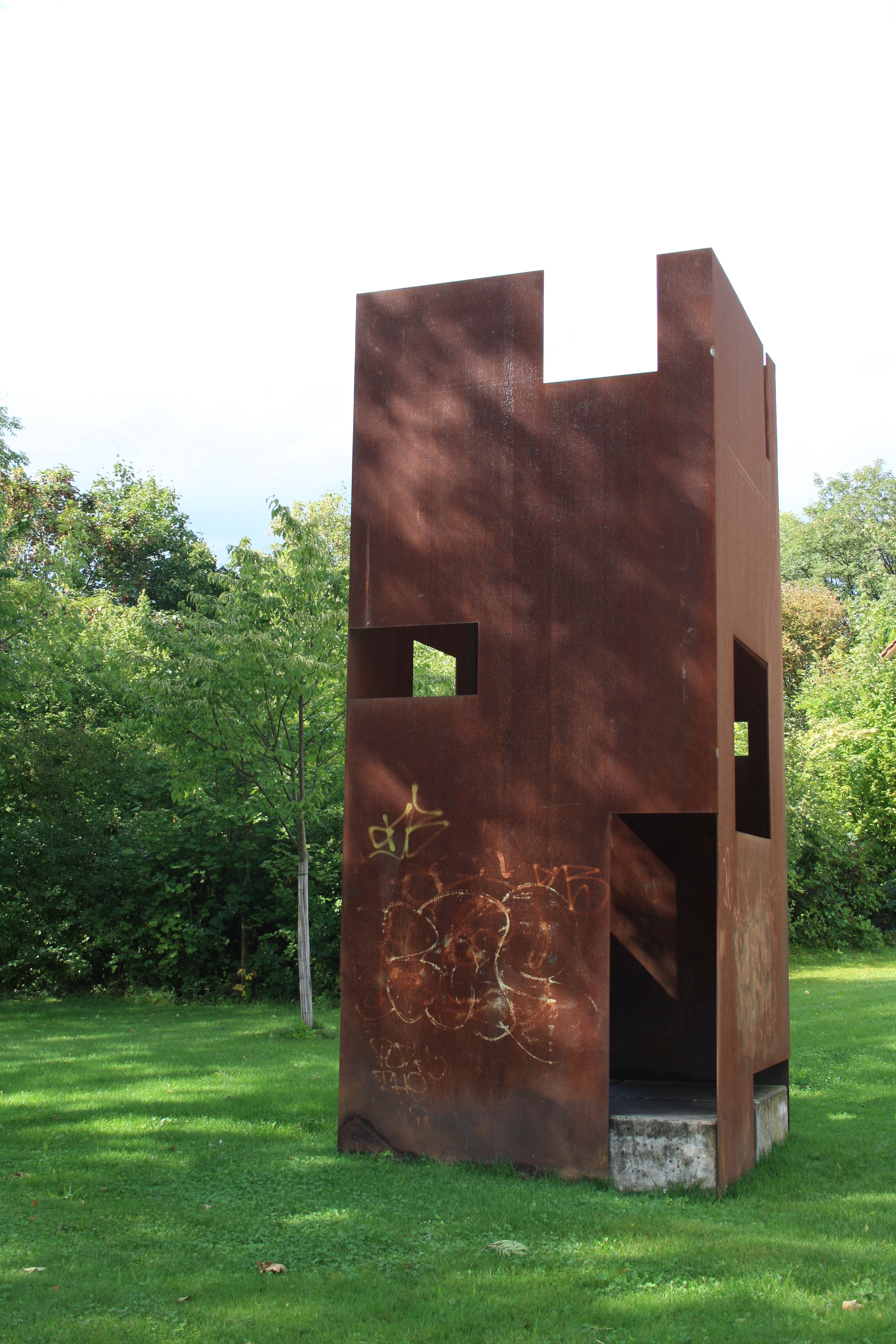
Zimmer von Beat Zoderer
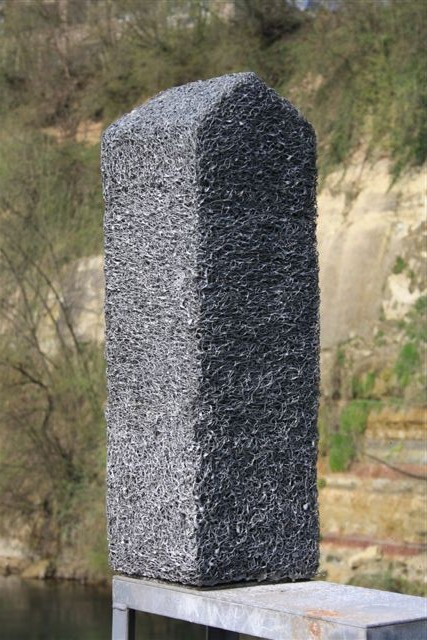
3x Form von Lucie Schenker
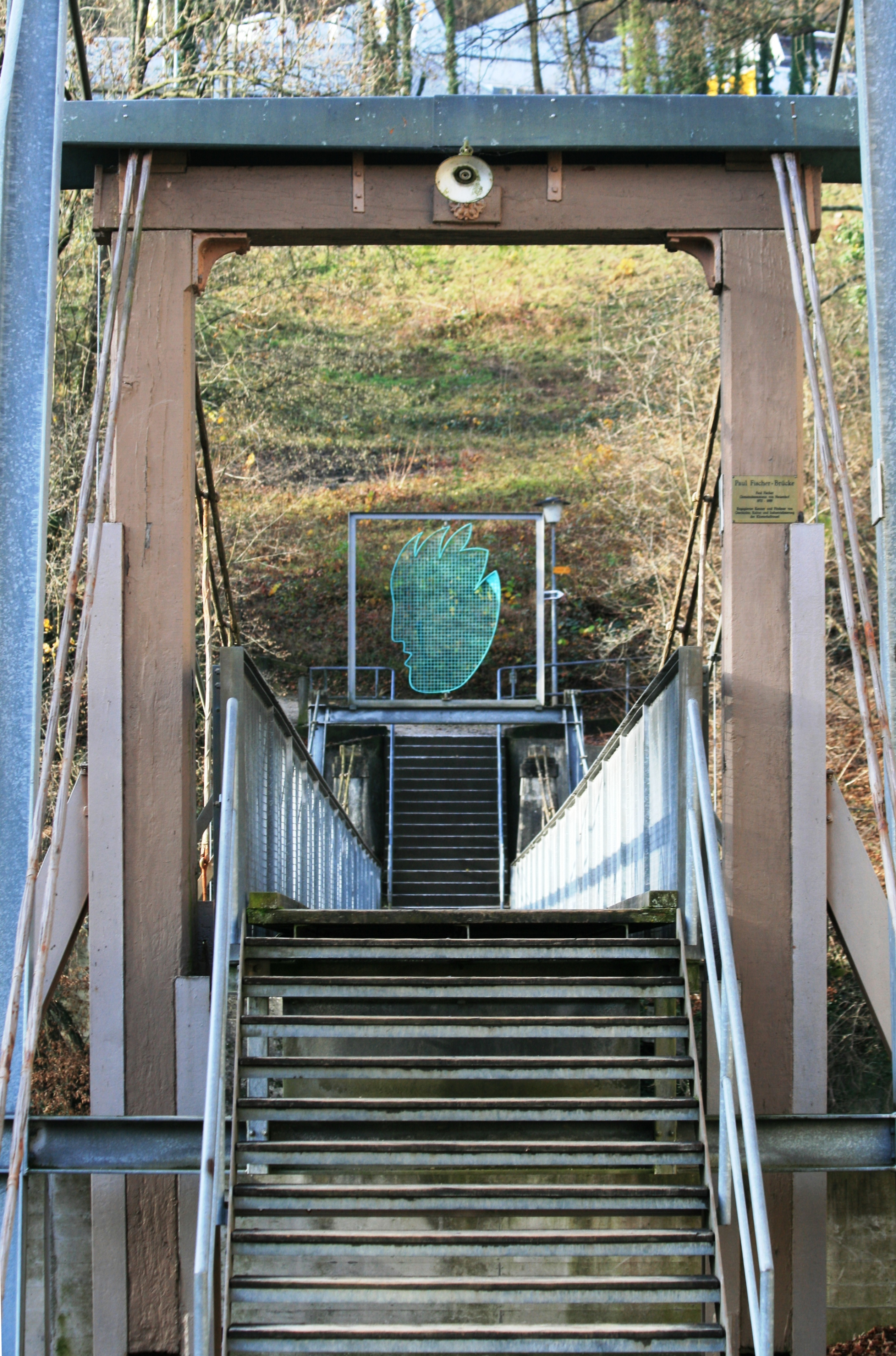
Gespräch über den Fluss von Hans Anliker
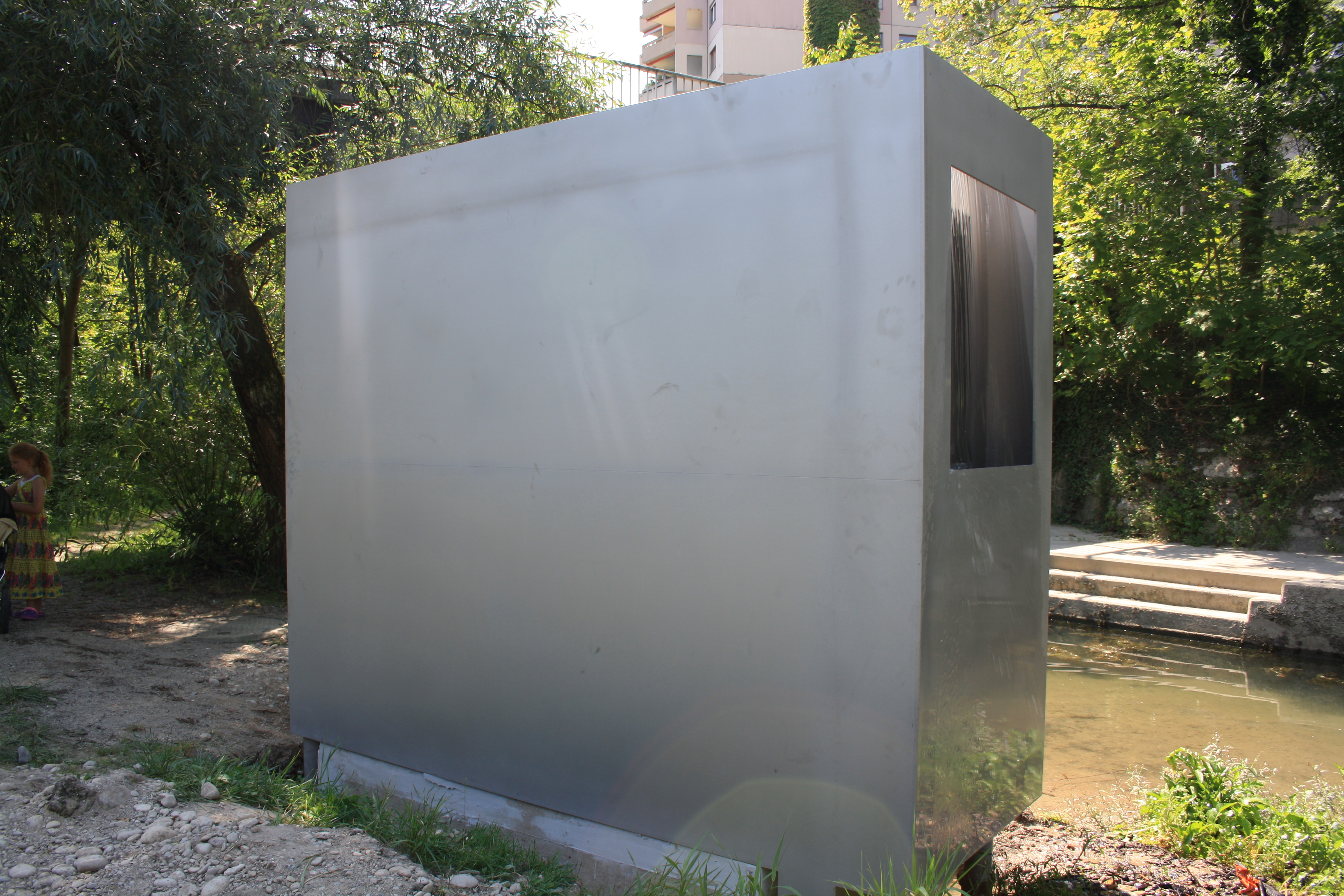
Skulptur am Wasser von Roman Signer
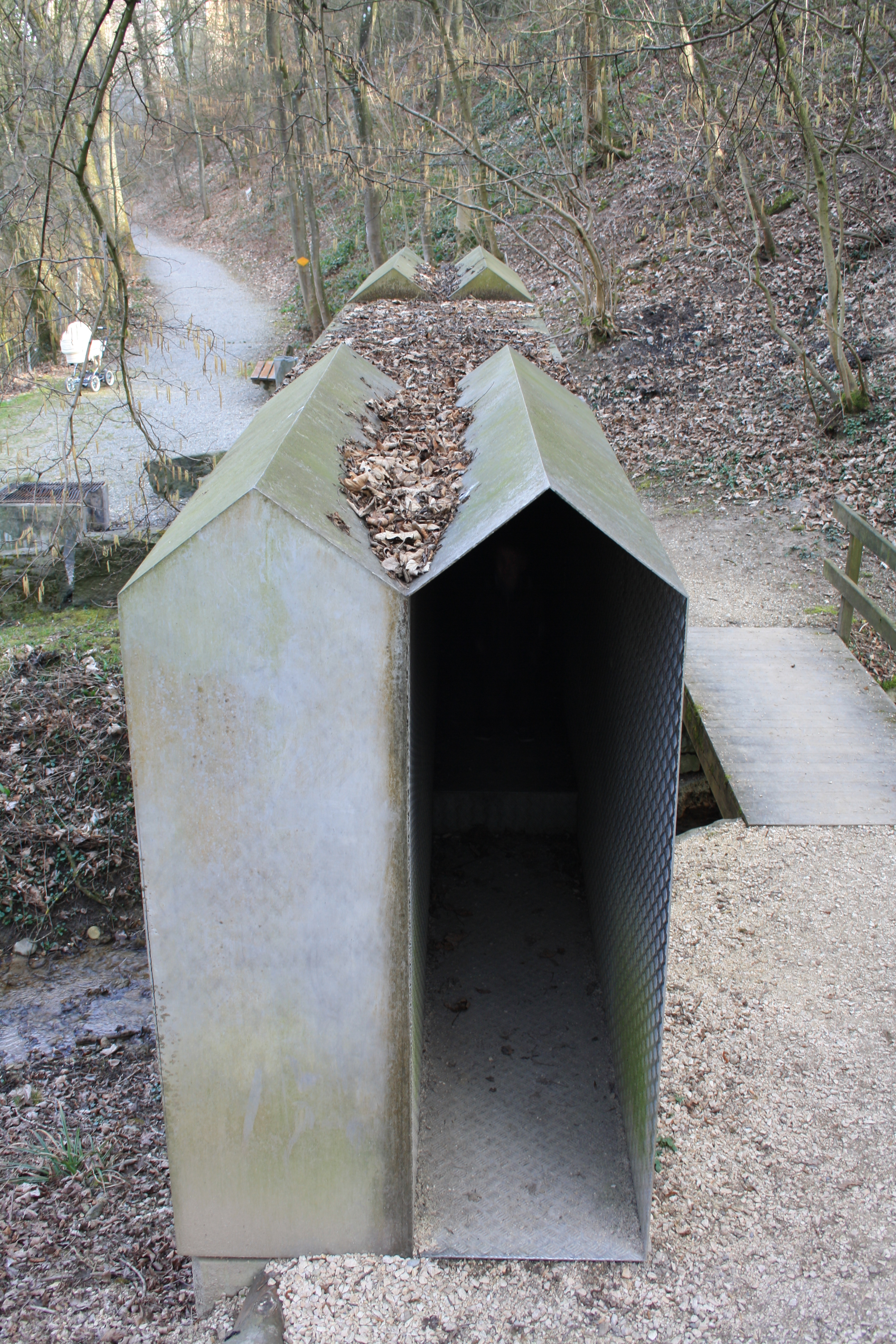
Zwei Einsiedeleien von Kurt Sigrist
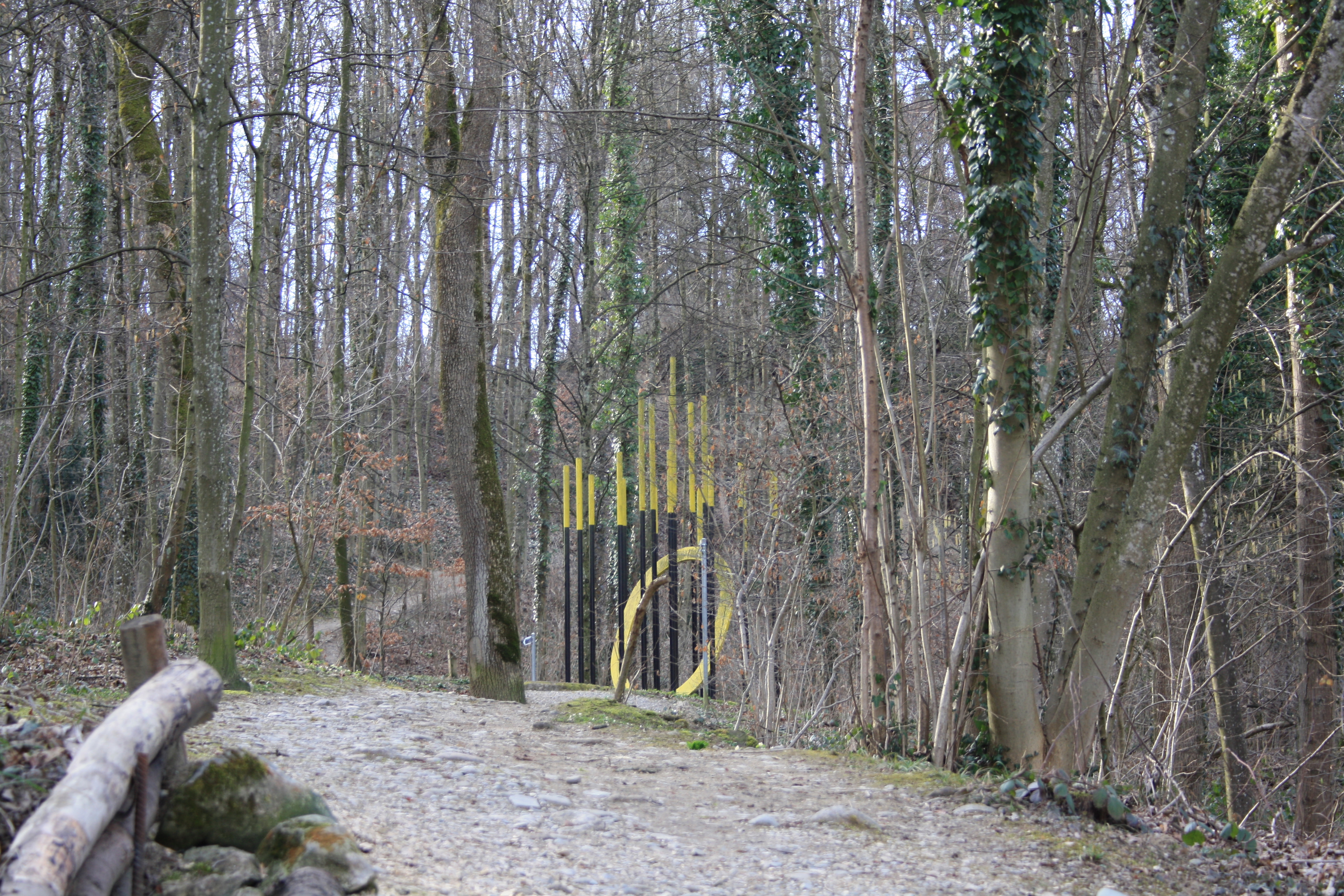
Lichtung von Gillian White
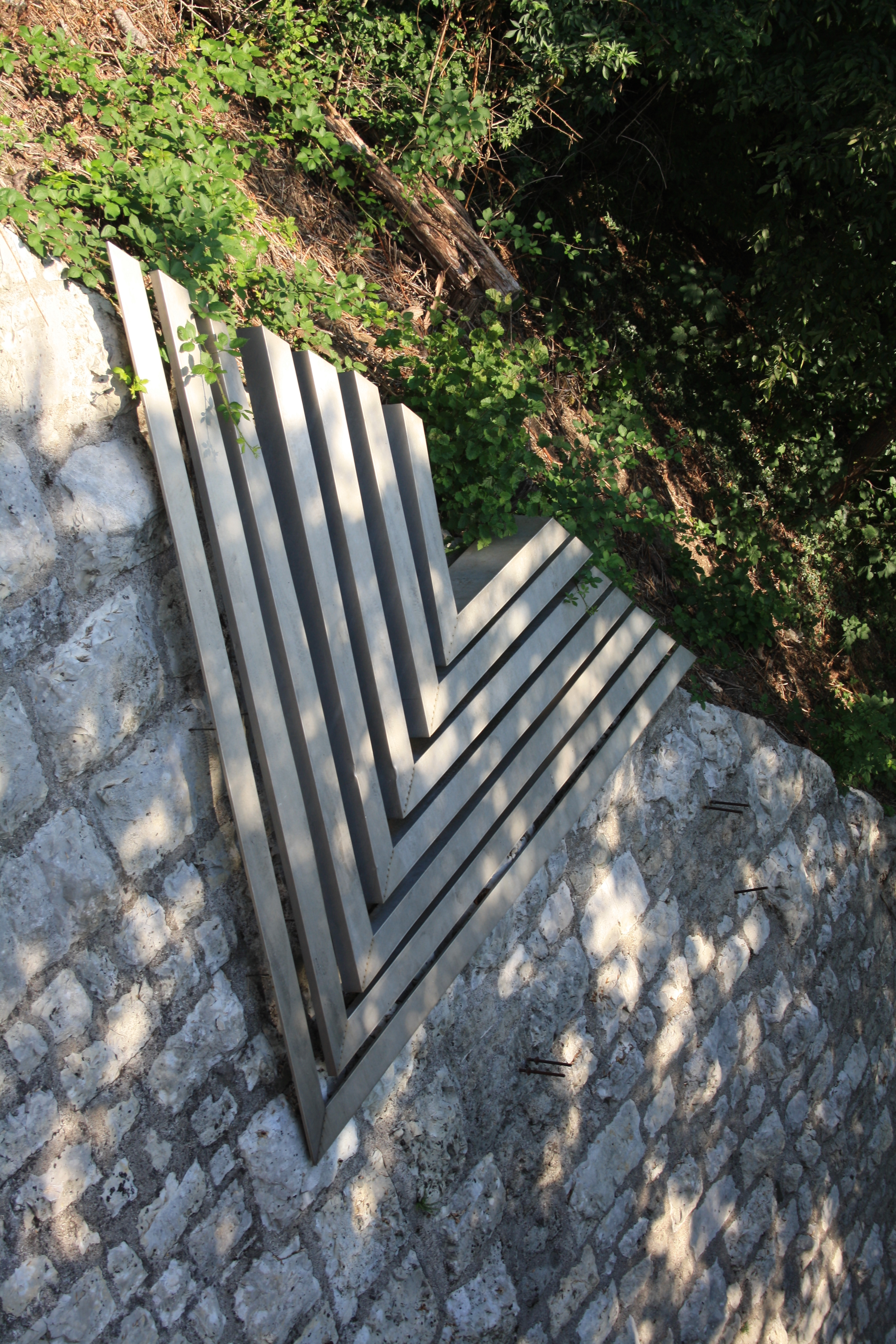
Reflex von Mariann Grunder
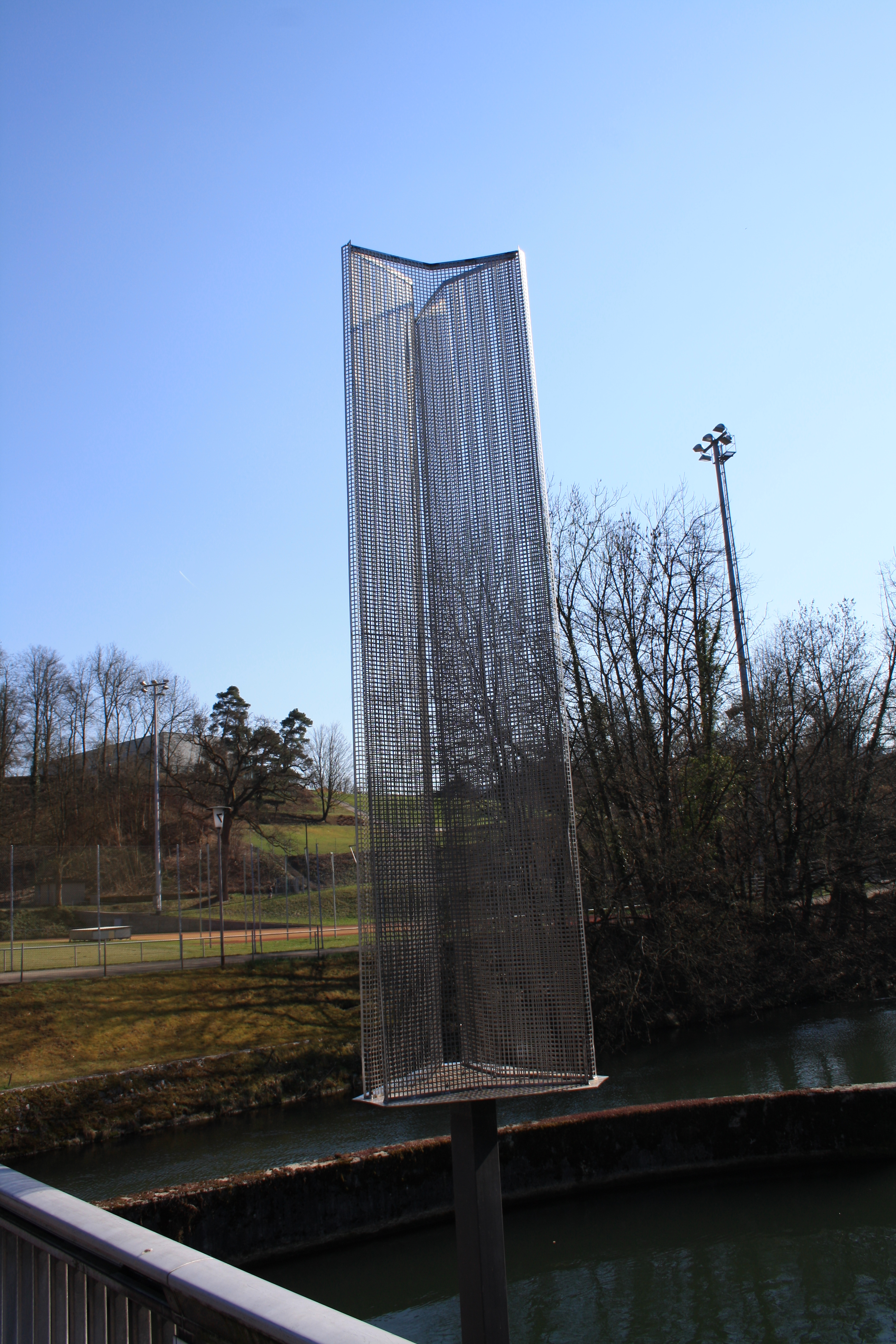
Moiré-Objekt von Werner Witschi
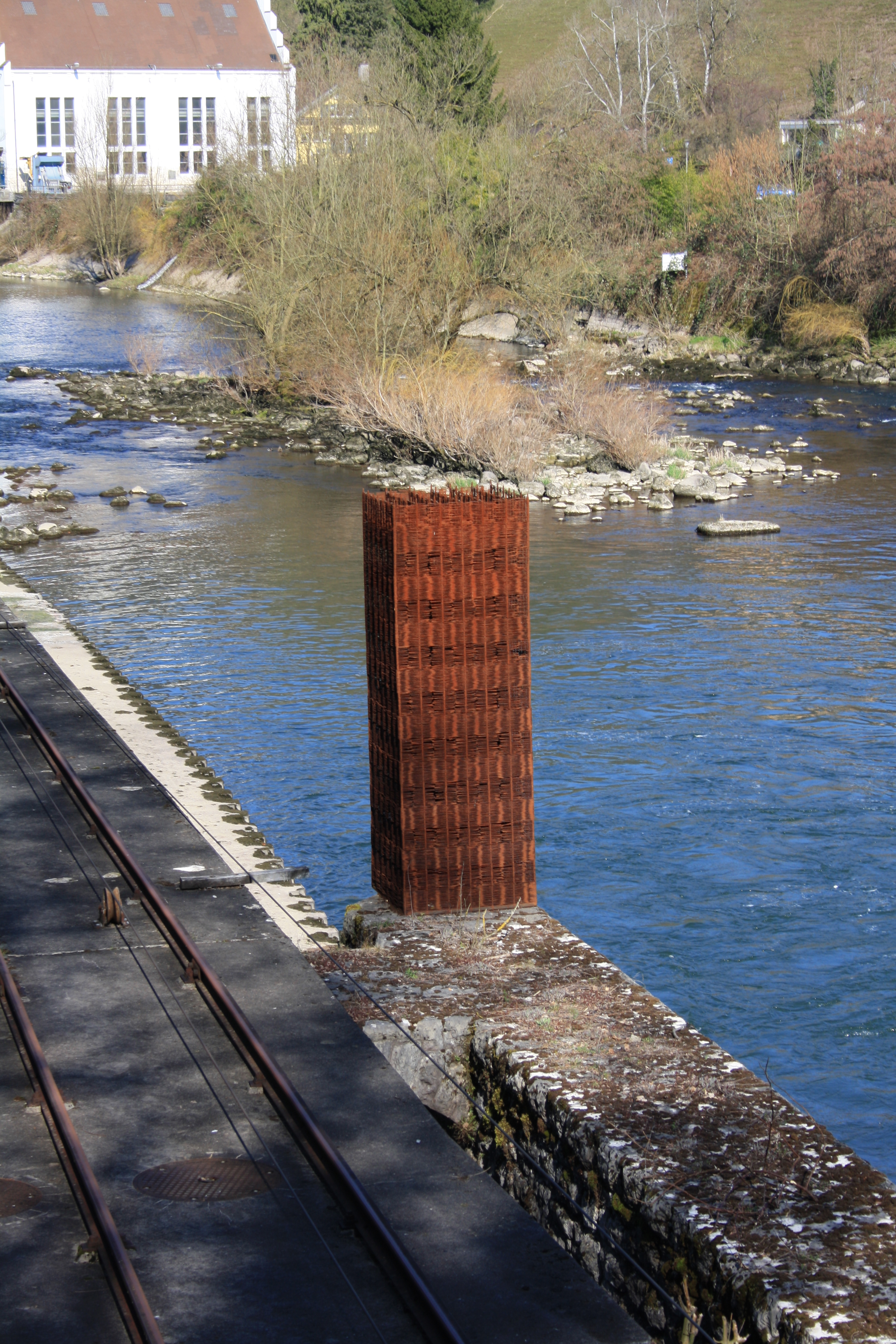
ohne Titel von Markus Zeller
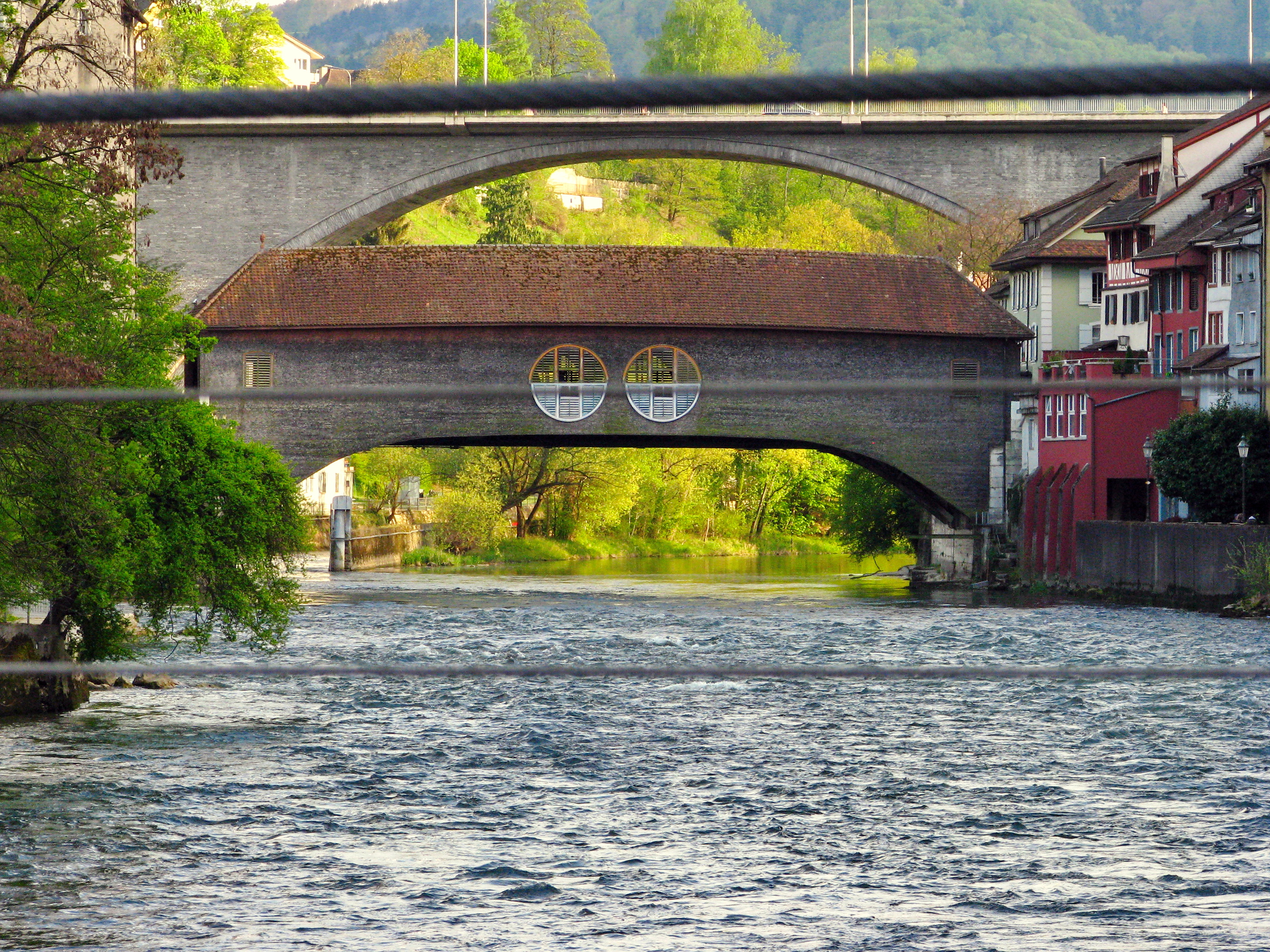
Fluss-Observatorium von Vincenzo Baviera
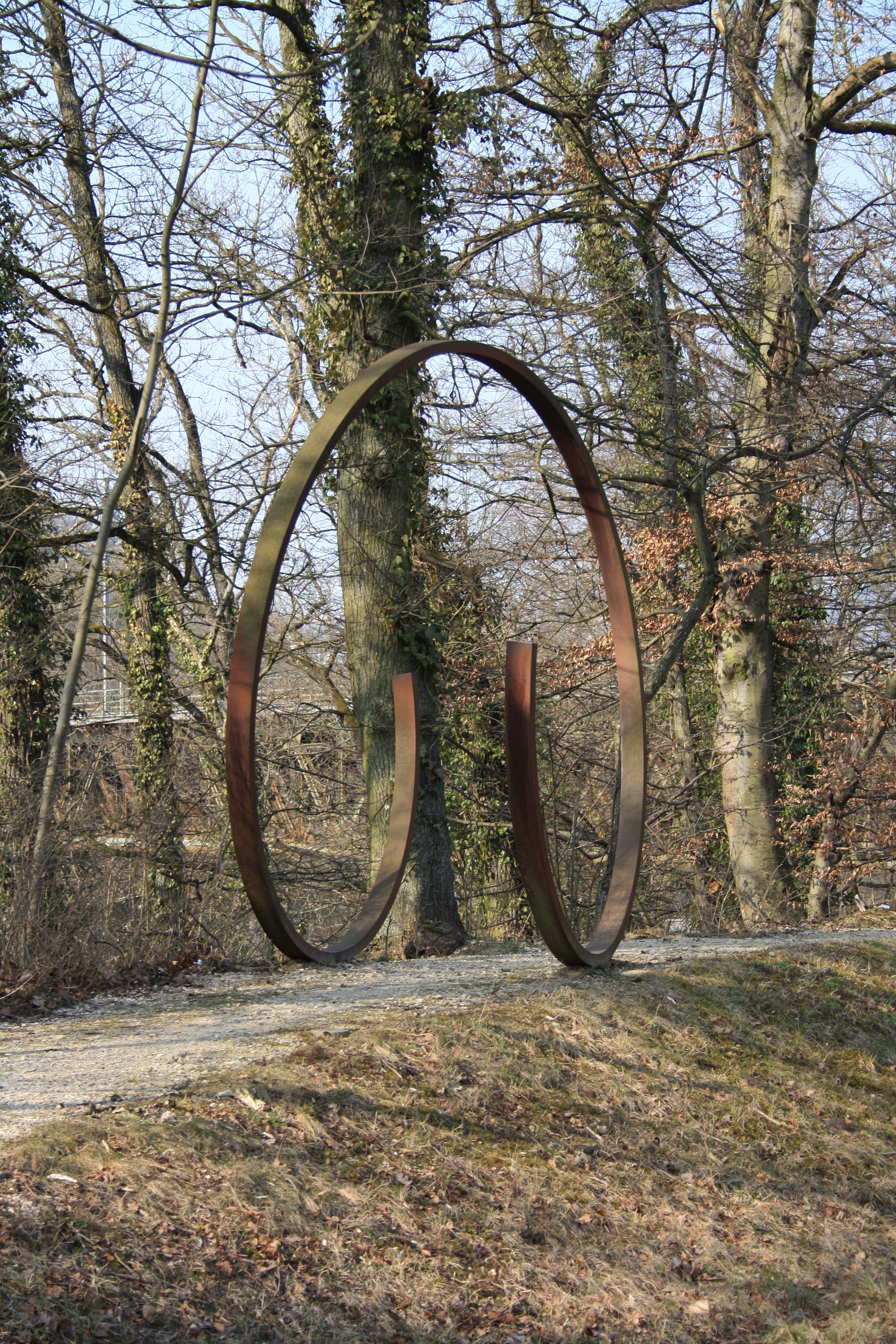
Weglager von Toni Calzaferri
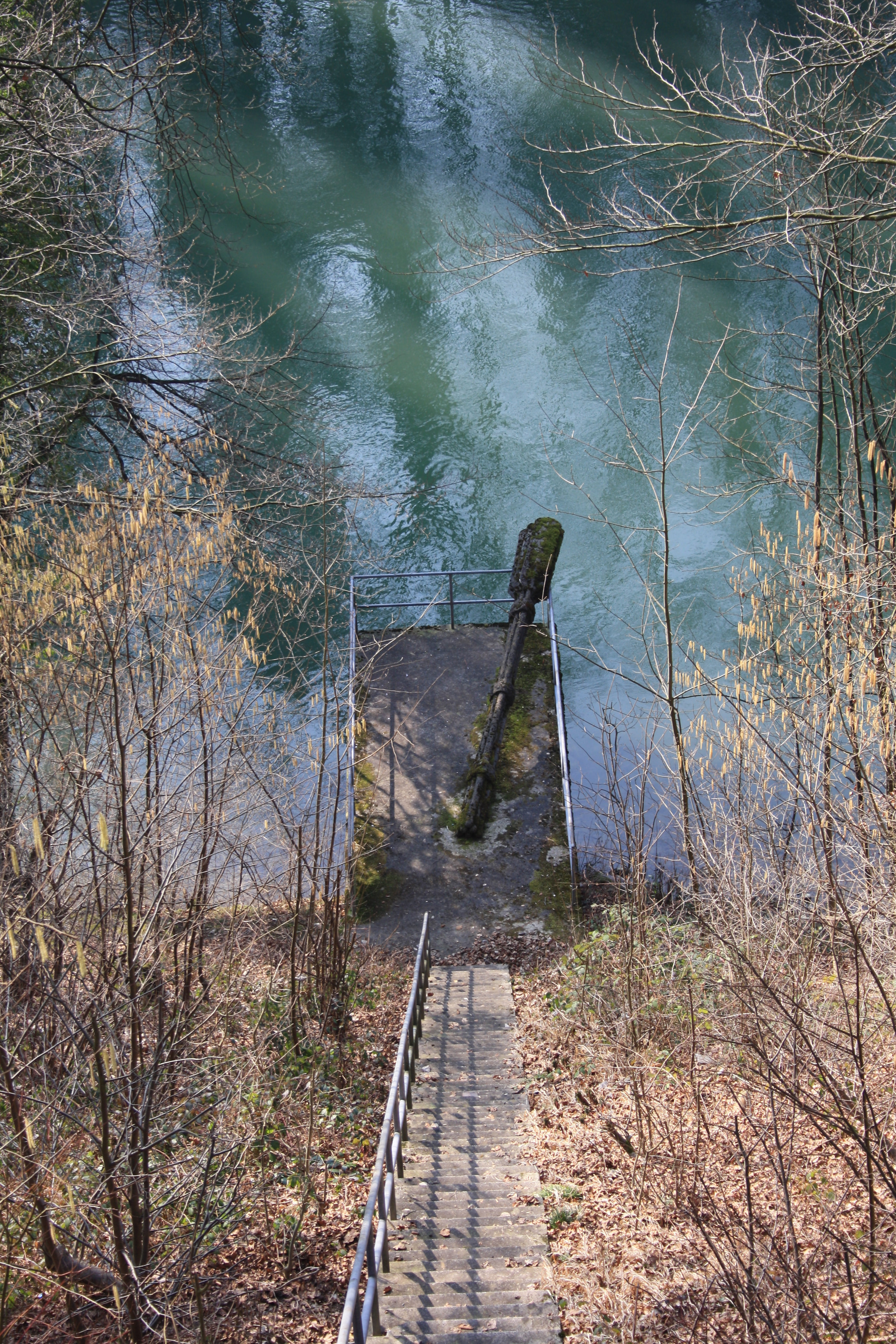
Ruderbündel von Hans Thomann
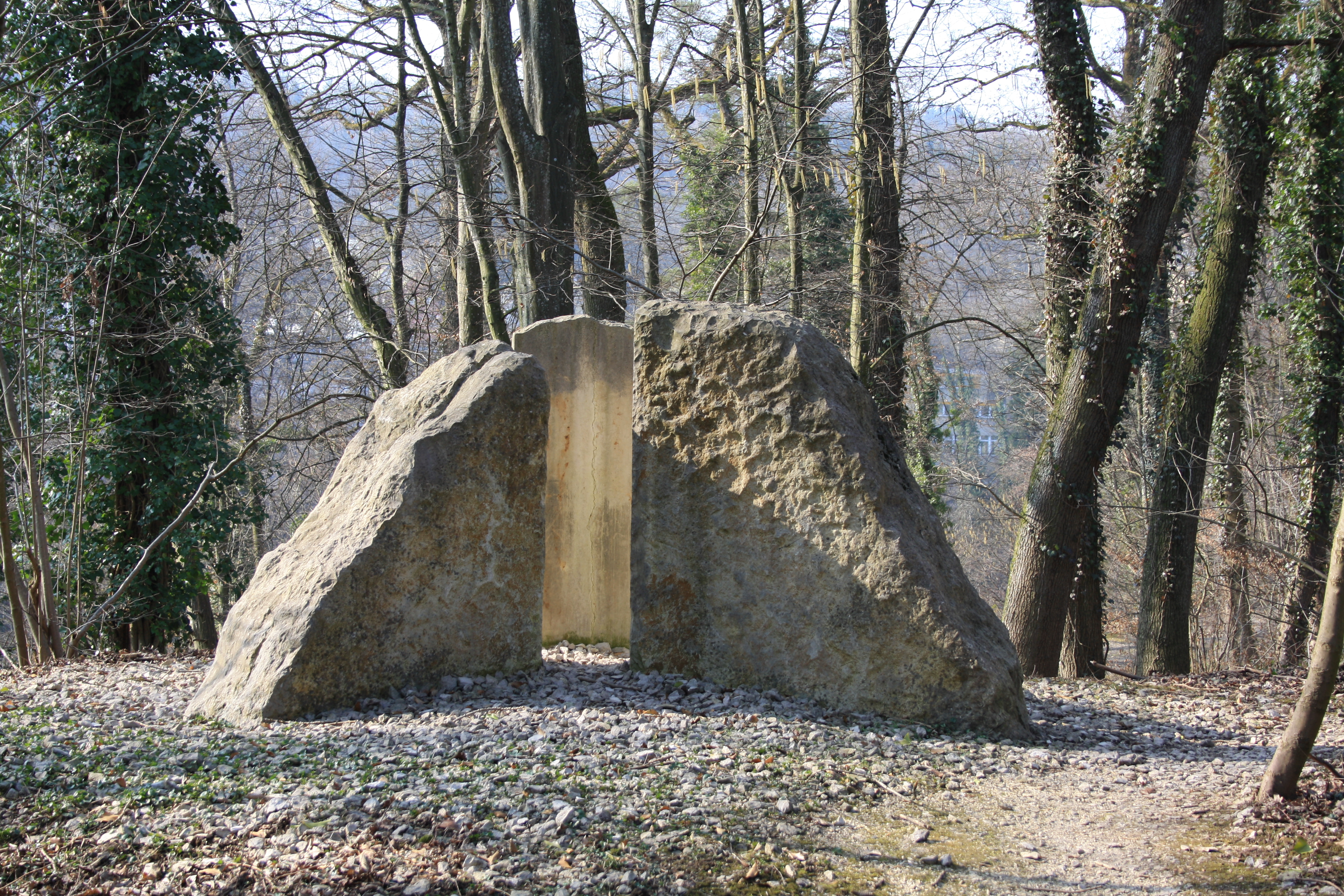
Dreieck-Steine von Walter Haldemann
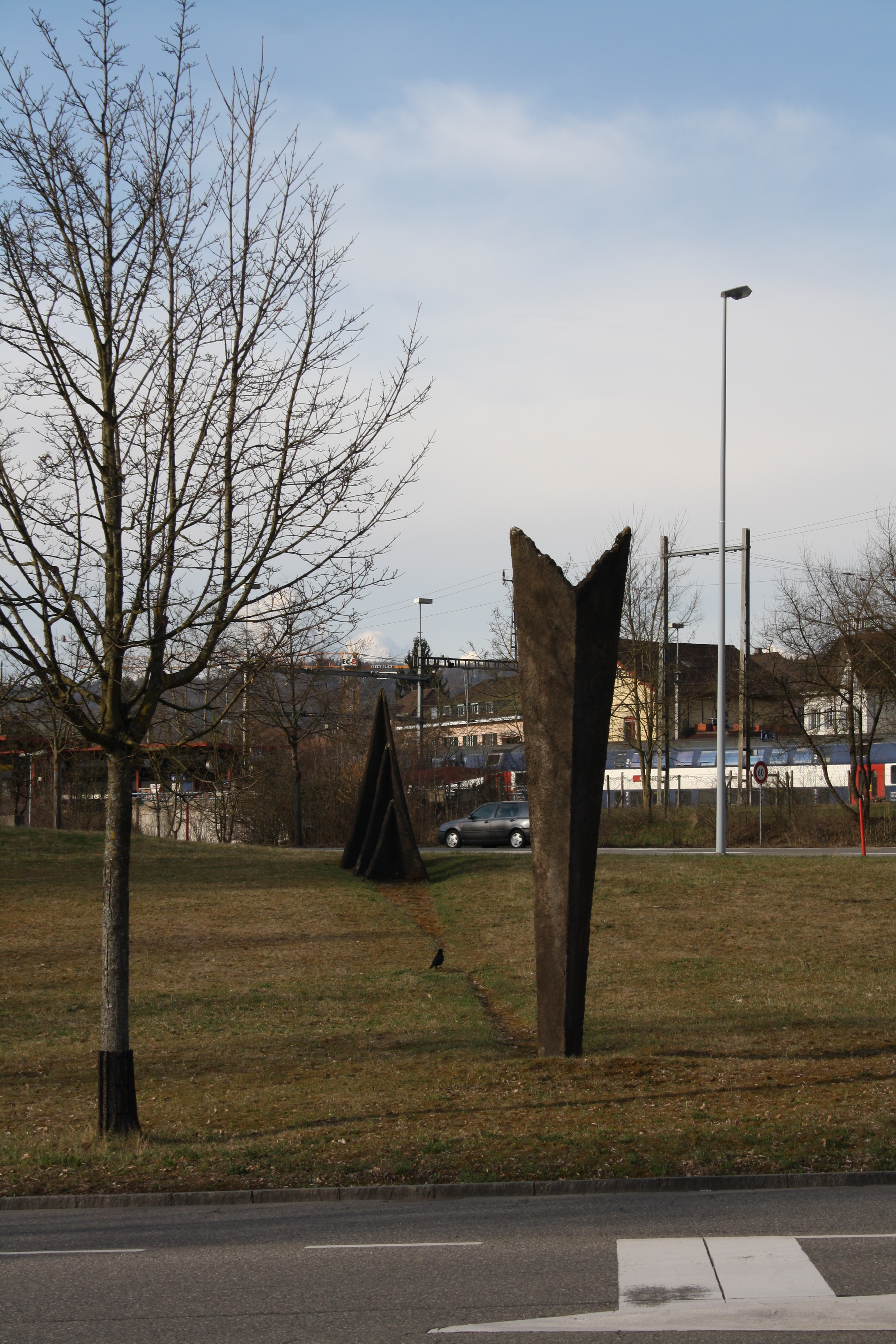
ohne Titel von Monika Kaminska
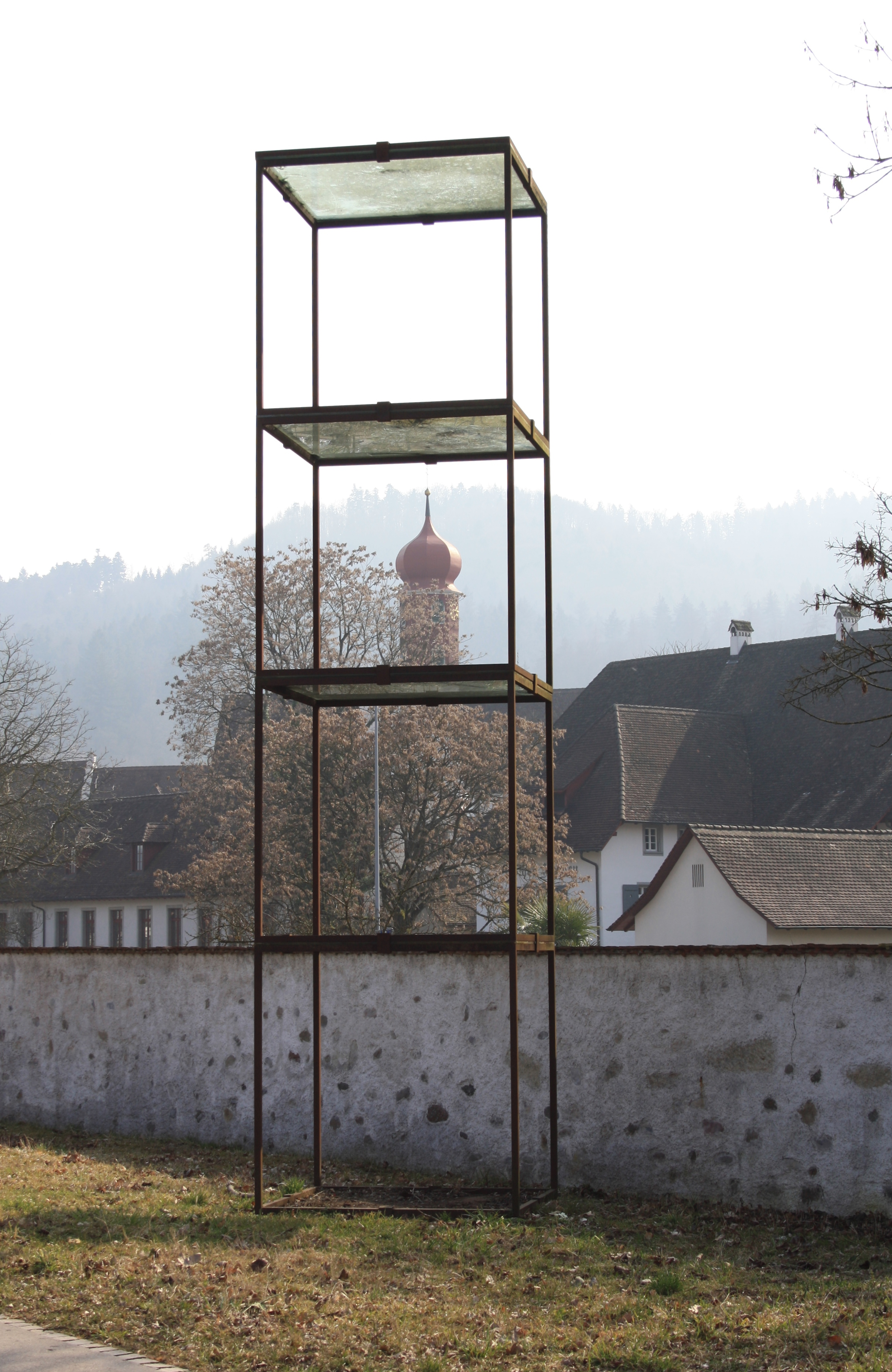
Ciel-Terre-Ciel von Gianfredo Camesi
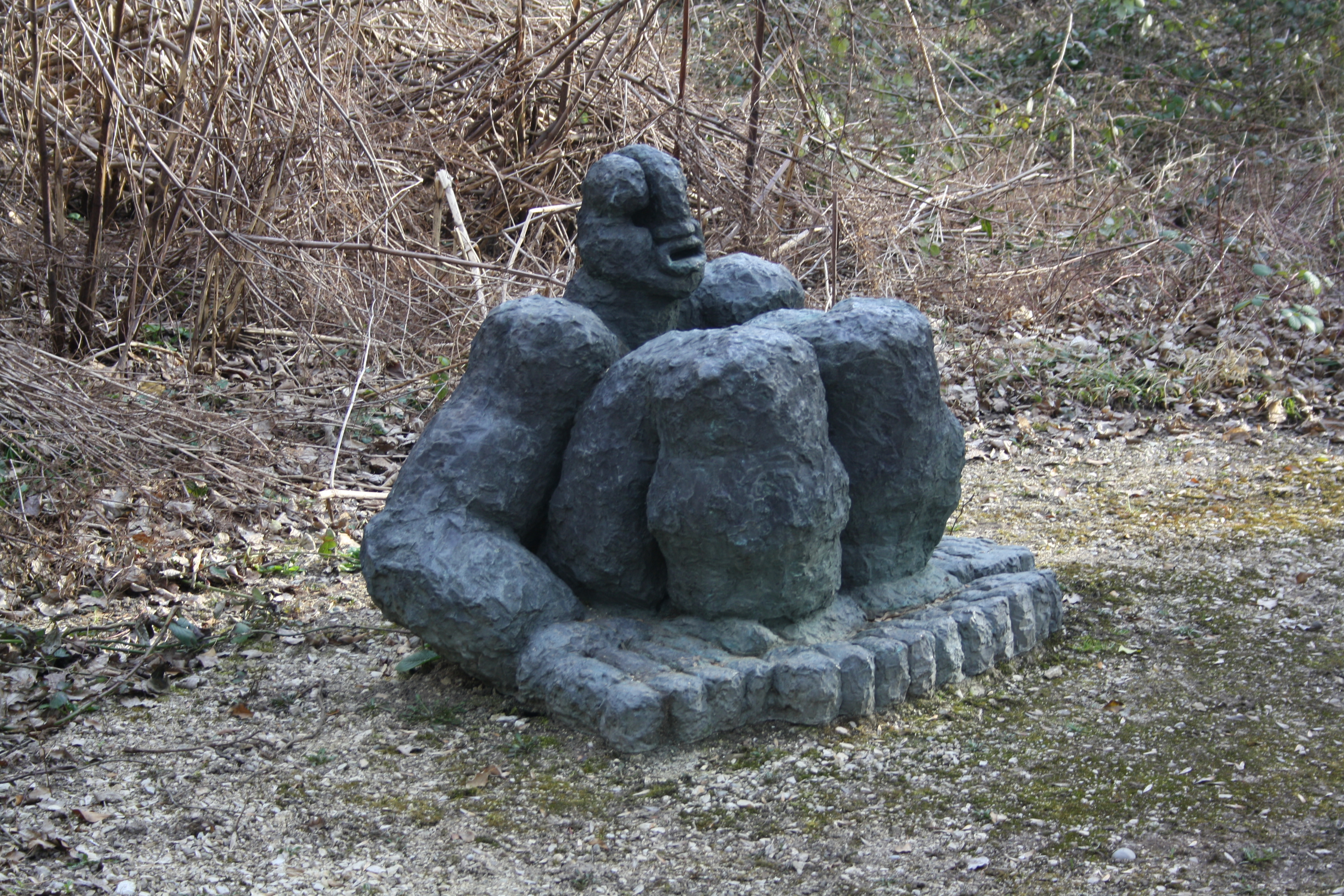
Grosses Weib von Rudolf Blättler
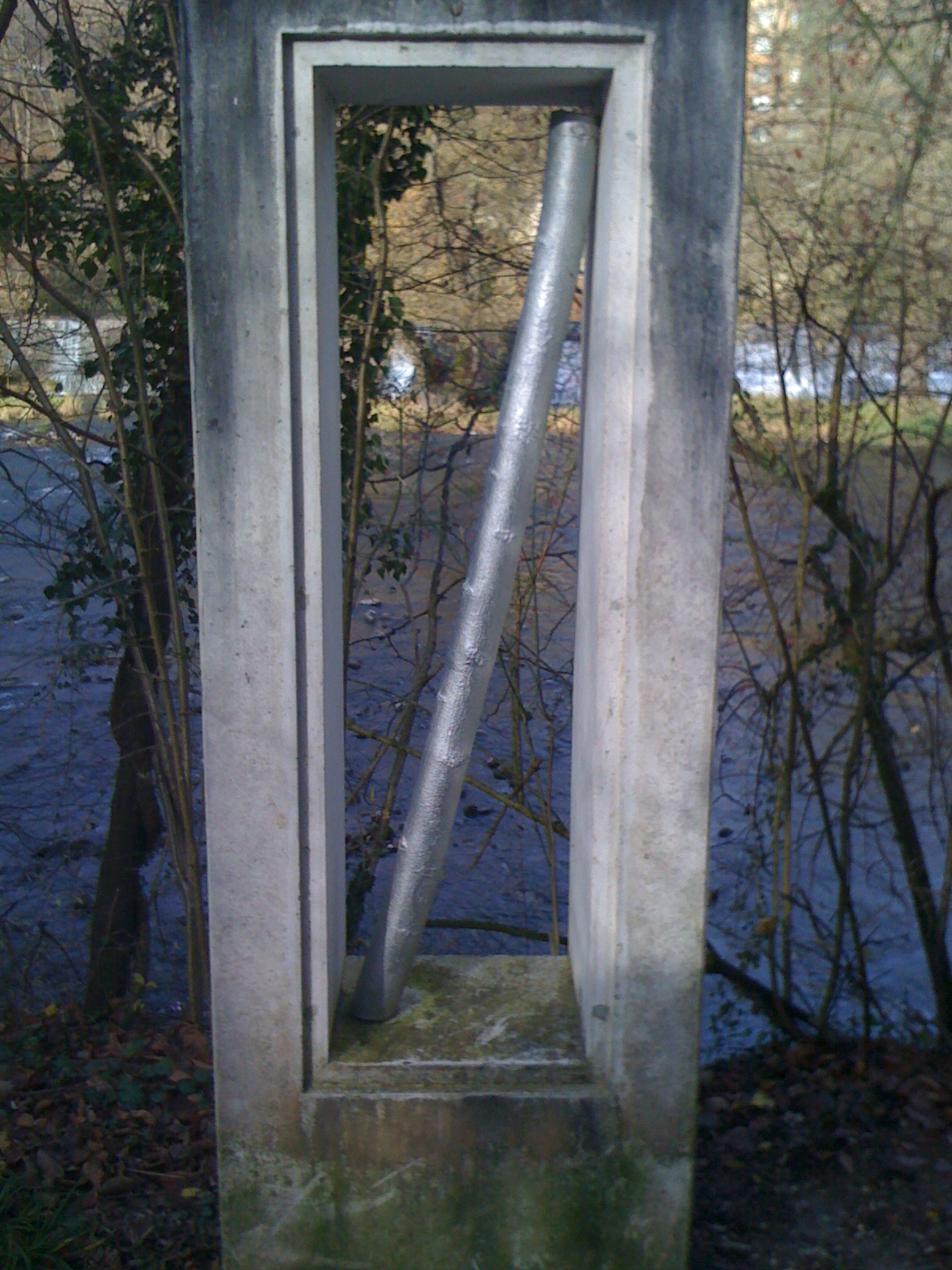
Bildstock Wachstumslinie von Anton Egloff
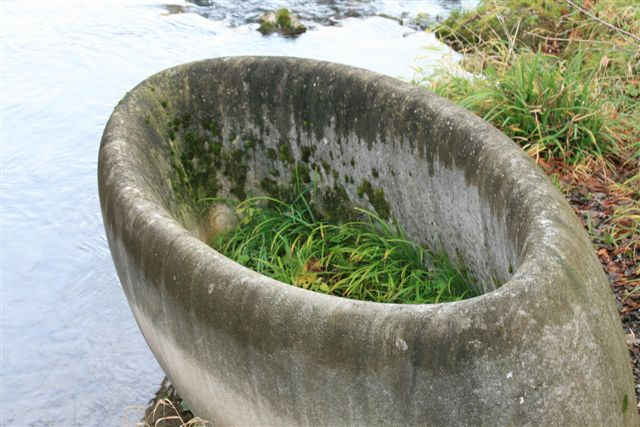
Steinring von Heiner Richner
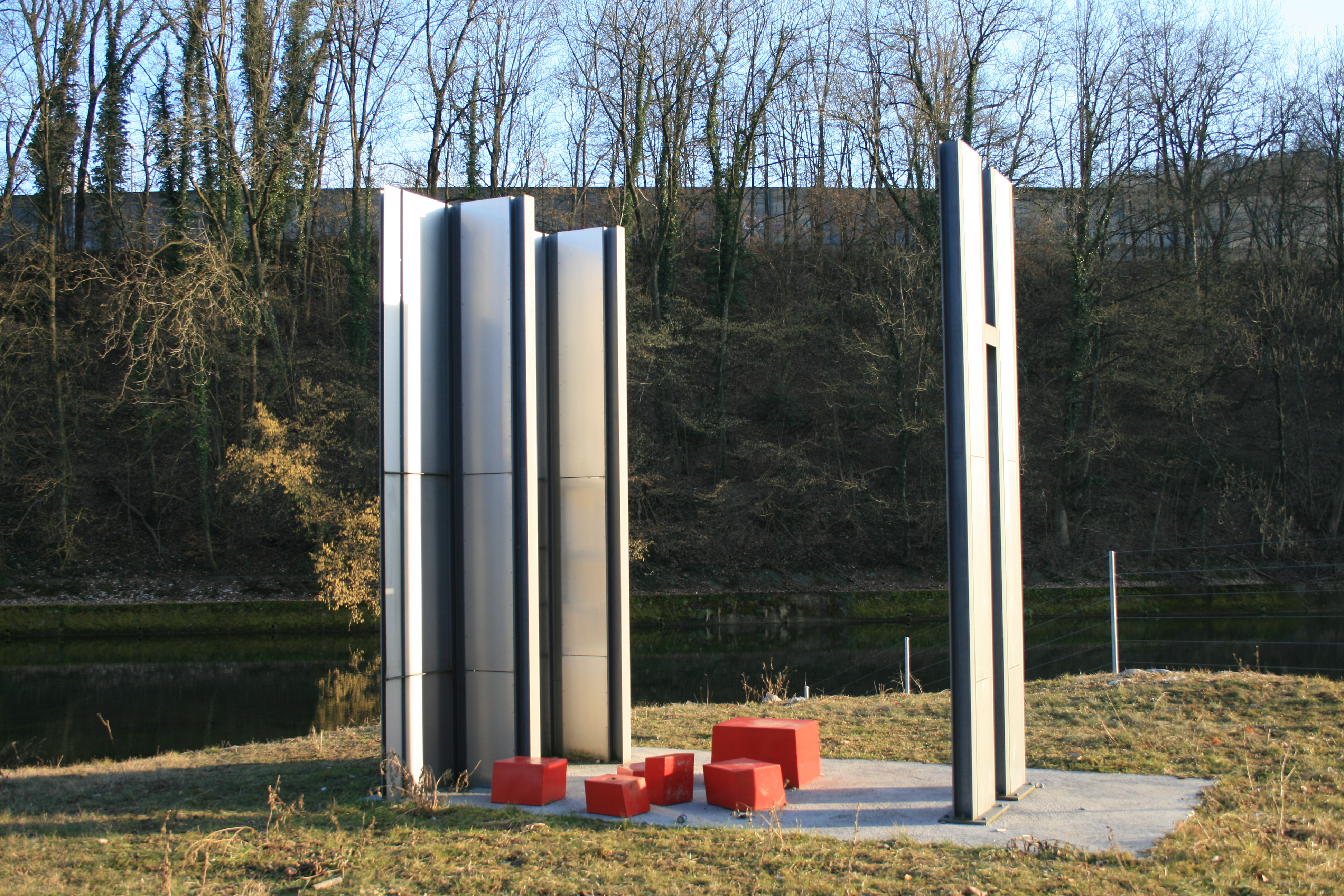
ohne Titel von Ursula Hirsch
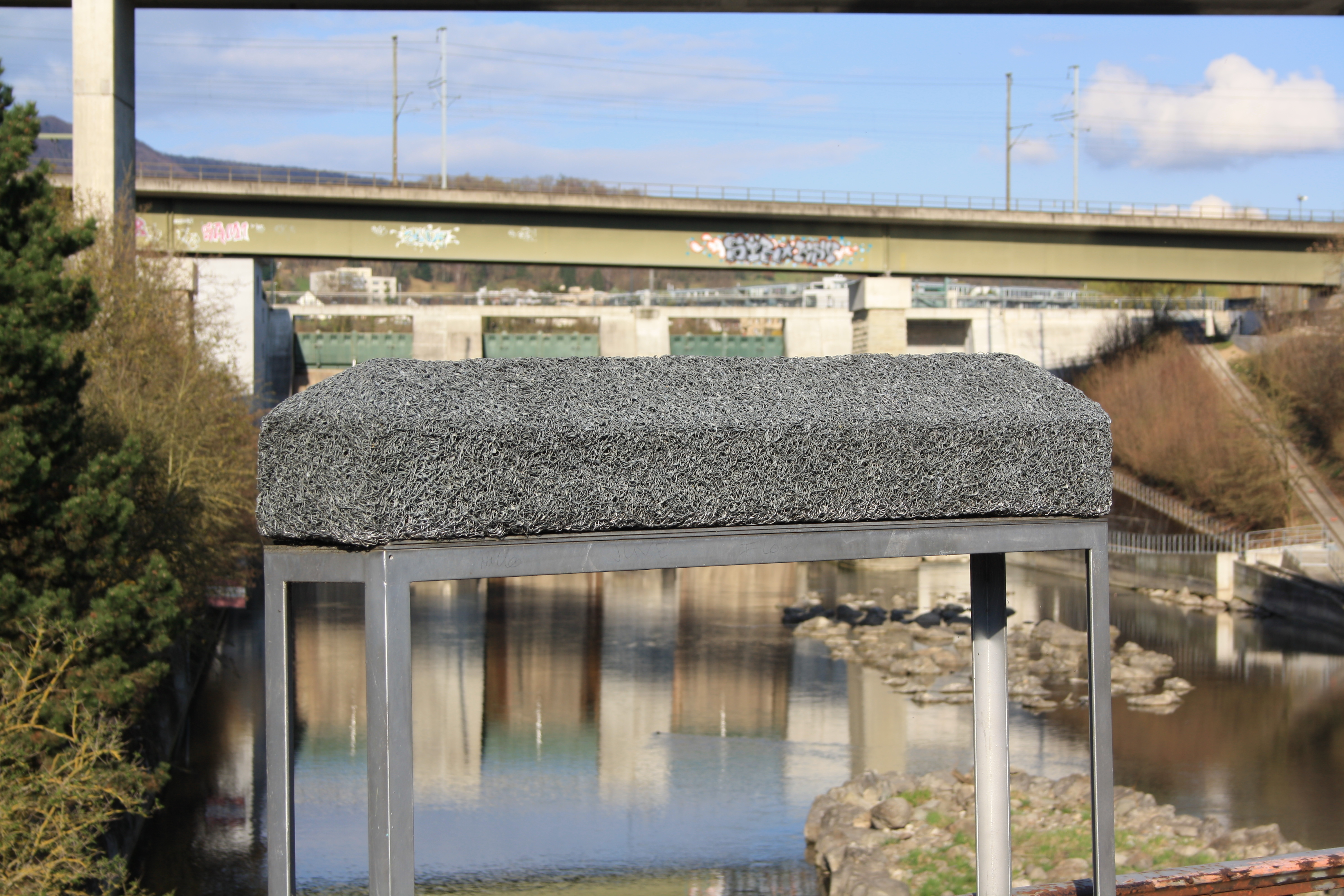
Dritter Teil von 3x Form von Lucie Schenker
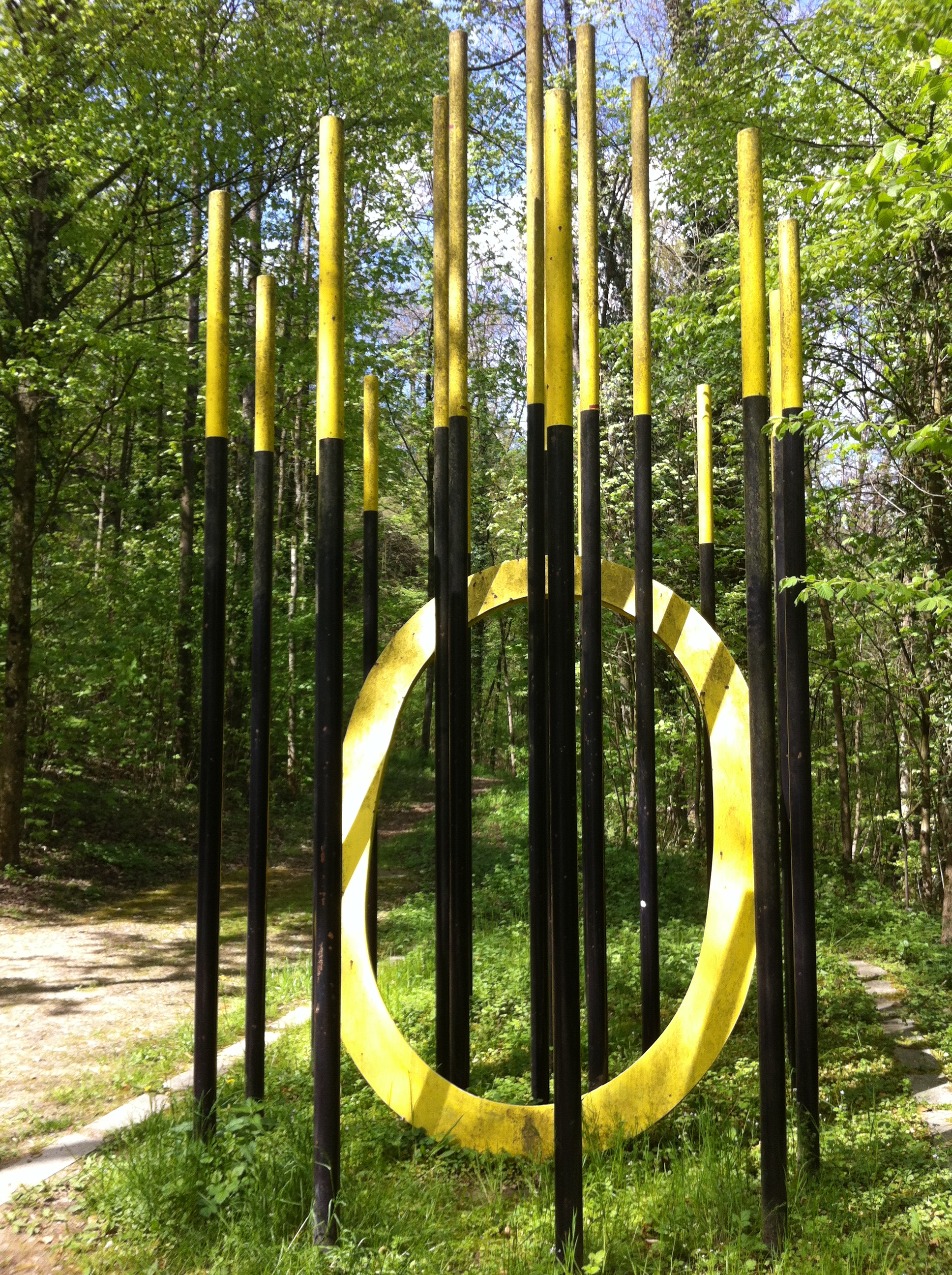
Lichtung von Gillian White